# Fenoplasty

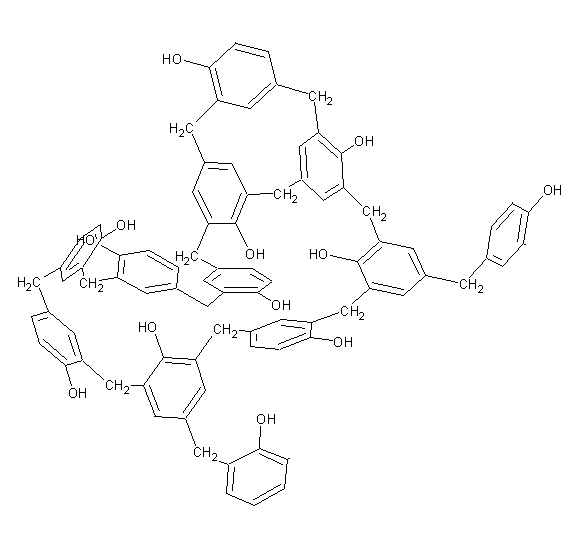
Fragment struktury bakelitu

Fenoplasty – tworzywa sztuczne na bazie żywic fenolowo-formaldehydowych, które otrzymywane są w wyniku polikondensacji fenolu i formaldehydu. Pierwsza metoda utwardzenia żywicy formaldehydowej dająca zastosowanie przemysłowe do wyrobu tworzyw sztucznych została opracowana w latach 1907–1908 przez Leo Hendrika Baekelanda. Wydarzenie to stało się jednocześnie narodzinami przemysłu syntetycznych tworzyw sztucznych, czyli tworzyw, do produkcji których używa się składników otrzymanych również na drodze syntetycznej, a nie pochodzenia naturalnego. Pierwotnie tworzywa te były nazywane od nazwiska wynalazcy bakelitem, choć sam bakelit to tylko jedna z odmian tego typu tworzyw.
Zaletami, które wpływają na powszechne zastosowanie duroplastów są: sztywność, stabilność wymiarów, nierozpuszczalność, nietopliwość oraz dobre własności elektroizolacyjne. Wady natomiast to kruchość (zmniejszana przez zastosowanie napełniaczy) oraz niemożliwość powtórnego formowania.

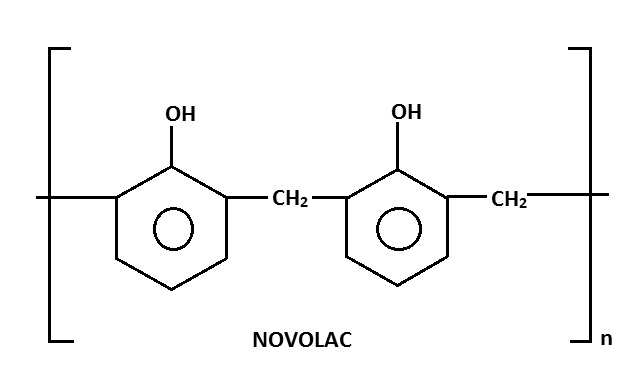
Fragment struktury nowolaku

Fenoplasty otrzymywane są w procesie polikondensacji fenoli z aldehydami (głównie z formaldehydem). W zależności od stosunków molowych reagentów, środków modyfikujących, katalizatora kondensacji i temperatury reakcji otrzymuje się:
- niskocząsteczkowe, reaktywne żywice rozpuszczalne i topliwe (nowolaki, rezole), półprodukty stosowane do wyrobu tłoczyw fenolowych i do produkcji lakierów ochronnych[4][5],
- wielkocząsteczkowe żywice nierozpuszczalne i nietopliwe (rezity), końcowe produkty utwardzania żywic[6].

Żywicą pośrednią pomiędzy nowolakami i rezolami a rezitami są rezitole – polikondensaty częściowo usieciowane, topliwe i pęczniejące w rozpuszczalnikach. Przemianę rezolu w rezit przyspiesza temperatura i niski odczyn pH środowiska reakcji.
Fenoplasty wielkocząsteczkowe są tworzywami z grupy duroplastów, czyli żywic utwardzalnych, przechodzących nieodwracalnie ze stanu plastycznego w stan utwardzony w wyniku działania podwyższonej temperatury lub pod wpływem czynników chemicznych, bądź obu tych czynników naraz. Nowolaki zachowują się jak tworzywa termoplastyczne; w praktyce utwardza się je nieodwracalnie dopiero w ostatecznym stadium przetwarzania, poprzez dodanie utwardzaczy.
Fenoplasty charakteryzują się dobrymi własnościami mechanicznymi, dielektrycznymi i termicznymi.
Fenoplasty wykorzystuje się do:
- produkcji bil bilardowych
- wyrobu galanterii, uchwytów narzędzi, form – w postaci żywic lanych
- produkcji części elektrotechnicznych, obudów aparatów telefonicznych, radiowych i fotograficznych – w postaci tłoczyw do prasowania na wyroby powszechnego użytku
- do produkcji okładzin ciernych hamulców i sprzęgieł – w postaci tłoczyw zawierających azbest i opiłki metalowe
- dodatków do lakierów, klejów, kitów, spoiw zwłaszcza do laminatów.

Laminaty fenolowo-formaldehydowe są wytwarzane w postaci płyt, kształtek i rur. Stosowane są przy produkcji części elektrotechnicznych i części maszyn (np. tuleje łożyskowe). Więcej na ten temat w haśle laminat.

## Historia
Pierwsze prace prowadzące do odkrycia tworzyw sztucznych przeprowadzili A. Bayer i jego uczeń E. ter Meer w latach 1872–1874. Zaobserwowali oni w warunkach laboratoryjnych powstawanie substancji żywicowatych podczas syntezy fenoli z formaldehydem w środowisku kwaśnym. Zwiększenie zainteresowania tymi substancjami w środowisku naukowym nastąpiło pod koniec lat 80. XIX w. wraz z wynalezieniem przemysłowej metody produkcji formaldehydu poprzez utlenianie alkoholu metylowego. Wraz z odkryciem, że w środowisku kwaśnym żywice te twardnieją, próbowano wykorzystać fenoplasty do uzyskania twardych, ale elastycznych substancji powłokotwórczych, np. zastępujących szelak, rozpuszczalnych w rozpuszczalnikach organicznych substancji dających się wykorzystać jako surowiec lakierniczy bądź substancji twardych zastępujących np. bursztyn czy kość. Znaczący wpływ na rozwój badań nad utwardzanymi żywicami fenoloformldehydowymi miał polski uczony A. Luft, który w 1902 r. uzyskał szereg patentów na masy fenoloformaldehydowe. Do przemysłu fenoplasty wprowadził jednak ostatecznie w 1909 r. L.H. Baekeland, po odkryciu właściwości częściowej polimeryzacji tych żywic, wykorzystując jednocześnie jako dodatkowy czynnik procesu ciśnienie. W Polsce pierwszą fabrykę produkującą żywice fenoloformaldehydowe (na bazie własnej metody) uruchomiono w 1934 roku.

## Szkodliwość
Produkcja fenoplastów związana jest z narażeniem pracowników na formaldehyd i inne szkodliwe substancje. Prowadzić to może do reakcji alergicznych, podrażnień oczu i dróg oddechowych, a także zwiększa ryzyko chorób nowotworowych.